# Casabona
Casabona é uma comuna italiana da região da Calábria, província de Crotone, com cerca de 3.161 habitantes. Estende-se por uma área de 68 km², tendo uma densidade populacional de 46 hab/km². Faz fronteira com Belvedere di Spinello, Castelsilano, Melissa, Pallagorio, Rocca di Neto, San Nicola dell'Alto, Strongoli, Verzino.

## Demografia
| Variação demográfica do município entre 1861 e 2011                               |
|                                                                                   |
| Fonte: Istituto Nazionale di Statistica (ISTAT) - Elaboração gráfica da Wikipedia |